# Rebita
Rebita és una música i ball tradicional que es va originar a Angola quan era una colònia portuguesa. És un gènere de música i dansa. Les parelles es mouen coordinades pel cap de la roda, fent gestos i el pas de la brúixola massemba.
Entre les bandes de música i els músics de rebita que han fet un progrés important desenvolupant aquest l'estil musical són Kiezos, Os Bongos, Super Renovacao, Africa Ritmos, Aguias Reais i Tchinina, Divicky, Paulino Pinheiro, Tony Von andi Minguito.